# Romolo Catasta
Romolo Catasta (26. ožujka 1926.) je bivši talijanski veslač koji je za svoju zemlju nastupao na Olimpijskim igrama 1948. u Londonu gdje je osvojio brončanu medalju u disciplini samac.

### Rezultat olimpijskog finala 1948.
| RANG | IME VESLAČA    | FINALE |
| ---- | -------------- | ------ |
|      | Mervyn Wood    | 7:24.4 |
|      | Eduardo Risso  | 7:38.2 |
|      | Romolo Catasta | 7:51.4 |